# N-연결 공간
위상수학에서 n-연결 공간(n-connected space)은 경로 연결 공간 · 단일 연결 공간 등을 일반화한 개념이다.

## 정의
위상 공간 {\displaystyle X}의 호모토피 군 {\displaystyle \pi _{i}(X)}가 다음과 같은 성질을 만족할 경우 {\displaystyle X}를 n-연결이라고 부른다.
{\displaystyle \pi _{i}(X)\simeq 0,\quad 0\leq i\leq n}
다시 말해, {\displaystyle i=0}인 경우에는 호모토피 군이 한 원소 집합이고, {\displaystyle 1\leq i\leq n}인 경우에는 호모토피 군이 자명하다({\displaystyle \pi _{i}(X)\cong 0})는 것이다.
만약 모든 {\displaystyle i\geq 0}에 대해서 {\displaystyle \pi _{i}(X)\simeq 0}일 경우 {\displaystyle X}를 {\displaystyle \infty }-연결이라고 부른다.
문헌에 따라서는 {\displaystyle X}가 비어있지 않을 것을 조건으로 추가하고, {\displaystyle X}가 비어있지 않은 상태를 (-1)-연결로 정의하기도 한다.

## 성질
{\displaystyle X}가 비어있지 않을 경우, 정의에 따라 다음이 성립한다.
- {\displaystyle X}가 0-연결인 것은 {\displaystyle X}가 경로 연결인 것과 동치이다.
- {\displaystyle X}가 1-연결인 것은 {\displaystyle X}가 단일 연결인 것과 동치이다.

후레비치 정리에 따르면 {\displaystyle n\geq 1}일 경우 {\displaystyle n}-연결 공간 {\displaystyle X}에 대해 다음 식이 성립한다.
{\displaystyle \pi _{k}(X)\cong \operatorname {H} _{k}(X;\mathbb {Z} ),\quad k>n}

## 예
- 구 {\displaystyle \mathbb {S} ^{n}}은 {\displaystyle (n-1)}-연결 공간이다.
- {\displaystyle \mathbb {R} ^{n}}은 축약 가능 공간이므로 {\displaystyle \infty }-연결이다.

## 같이 보기
- 연결 공간